# Матч (фильм, 2025)
«Матч» (кор. 승부, 勝負, Seungbu) — корейская спортивная драма 2025 года режиссёра Ким Хёнджу о двух титулованных игроках го Чо Хунхёне и Ли Чхан Хо. В фильме снялись Ли Бёнхон, Ю А Ин, Ко Чхансок, Хён Бонсик, Мун Джонхи и Ким Ганхун. Фильм вышел в прокат 26 марта 2025 года.

## Сюжет
Действие фильма происходит в 1980-1990е годы XX века. Чо Хунхён (на тот момент — самый титулованный корейский го-профессионал) в любительском турнире встречает одарённого, но нигде не обучавшегося мальчика Ли Чхан Хо. Чо берёт Ли в ученики, и уже спустя 2 года мальчик получает профессиональный разряд. Со временем между протеже и наставником зарождается конфликт, и молодой профессионал идёт против идей своего учителя.

## В ролях
- Ли Бёнхон — Чо Хунхён
- Ю А Ин — Ли Чхан Хо
  - Ким Ганхун[англ.] — Ли Чхан Хо в детстве
- Ко Чхансок[англ.] — Чхон Сынпхиль
- Хён Бонсик — Ли Йонгак
- Мун Джонхи[англ.] — Чон Михва, супруга Чо Хунхёна
- Чо Уджин[англ.] — Нам Кичхоль[5]
- Чон Мусон[англ.] — Ли Хвачхун
- Чон Согён — отец Ли Чхан Хо

## Производство и выход
В октябре 2020 года в актёрский состав фильма вошли Ли Бёнхон, Ю А Ин, Мун Джонхи и ребёнок-актёр Ким Ганхун.
Съёмки начались 17 декабря 2020 года и проходили в Йоннаме, Кёнсандо и Канвондо, завершившись в июле 2021 года.
Выход фильма на Netflix был запланирован на 2023 год. Ранее состоялся показ на Международном кинофестивале в Пусане в октябре 2021 года. Впоследствии выход фильма пришлось отложить из-за обвинений в адрес Ю А Ина в употреблении наркотиков.
В феврале 2025 года было объявлено, что фильм выйдет в кинотеатрах в первой половине 2025 года; официальной датой стало 26 марта.

## Награды и номинации
| Премия                | Год  | Категория               | Номинант / Работа      | Результат | Ссылки |
| --------------------- | ---- | ----------------------- | ---------------------- | --------- | ------ |
| Пэксан                | 2025 | Лучший актёр            | Ли Бёнхон              | Номинация | [ 20 ] |
| Пэксан                | 2025 | Лучший сценарий         | Ким Хёнджу, Юн Джонбин | Номинация | [ 20 ] |
| Director’s Cut Awards | 2025 | Лучший режиссёр (фильм) | Ким Хёнджу             | Номинация | [ 21 ] |
| Director’s Cut Awards | 2025 | Лучший сценарий (фильм) | Ким Хёнджу, Юн Джонбин | Номинация | [ 21 ] |
| Director’s Cut Awards | 2025 | Лучший актёр (фильм)    | Ю А Ин                 | Номинация | [ 21 ] |
| Director’s Cut Awards | 2025 | Лучший актёр (фильм)    | Ли Бёнхон              | Победа    | [ 21 ] |